# Trabajador autónomo (España)
En España, un trabajador autónomo (no confundir con empresario individual o empresario) es la persona física que realiza de forma habitual, personal y directa, una actividad económica a título lucrativo, sin sujeción a contrato de trabajo, y ocasionalmente utilice el servicio remunerado de otras personas.
Se presupone la condición de trabajador autónomo, si se ostenta la titularidad de un establecimiento abierto al público como propietario, usufructuario, arrendatario u otros conceptos análogos. También se presupone la condición de trabajador autónomo, si la persona es un teletrabajador que tiene clientes y que realiza una actividad remunerada (a pesar de que trabaje desde su domicilio), y si emite facturas formales por sus actividades puesto que es titular de una empresa unipersonal.
Pueden ser empresarios individuales:
- Las personas mayores de edad que tengan la libre disposición de sus bienes
- Los menores de edad emancipados, con las limitaciones que establece el artículo 323 del código civil
- Los menores de edad y los incapacitados, a través de sus representantes legales

La responsabilidad del autónomo es ilimitada, respondiendo de las actividades del negocio con todos sus bienes presentes y futuros, de forma que no hay separación entre el patrimonio personal y el de la empresa.

## Características
Independientemente de que el trabajador cause alta en el Régimen Especial de Trabajadores Autónomos o por cuenta propia, legalmente, se presume, salvo prueba en contrario, que son autónomos los titulares de algún establecimiento abierto al público como propietario, arrendatario, usufructuario u otro concepto análogo.
El propio autónomo es el responsable de las altas, modificaciones y bajas en la Seguridad Social, asimismo su responsabilidad es ilimitada, con todo su patrimonio presente y futuro, al contrario que las sociedades que en general suelen tener su responsabilidad limitada.
Es destacable que a partir de 1 de enero de 2004 se amplía el Derecho de los autónomos al incorporarlos plenamente a la prestación por incapacidad temporal, así como a las contingencias profesionales (es decir, por accidente de trabajo y enfermedad profesional), siendo este último derecho opcional y conlleva el correspondiente suplemento de cotización. 
Desde el 1 de enero de 2019 todos los autónomos cotizan por cese de actividad. 

## Regulación legal

### Estatuto del Trabajo Autónomo
En España la regulación principal es la Ley 20/2007, de 11 de julio, del. Un tipo especial es el trabajador autónomo económicamente dependiente (TRADE).

### Fiscal
- Declaración censal mediante el modelo 036, que incluye solicitud de un número de identificación fiscal (NIF) y la declaración de alta de actividad.
- Alta en el Impuesto sobre Actividades Económicas (IAE), si no está exento.

### Seguridad social
- Alta en el Régimen Especial de Trabajadores Autónomos (RETA) de la Seguridad Social.

#### Pluriactividad
La pluriactividad es la situación del trabajador por cuenta propia y/o ajena cuyas actividades den lugar a su alta obligatoria en dos o más Regímenes distintos del Sistema de la Seguridad Social. Es posible estar dado de alta en ambos regímenes a la vez, con la excepción que el contrato firmado por la empresa del interesado diga lo contrario. Para recibir determinadas bonificaciones de la pluriactividad se necesita que el trabajador esté dado de alta primero como asalariado y luego en el Régimen Especial de Trabajadores Autónomos de la Seguridad Social (RETA).

## Trabajador autónomo económicamente dependiente
El trabajador autónomo económicamente dependiente (TRADE) se encuentra regulado por la ley 20/2007 del Estatuto del Trabajo Autónomo, del 11 de julio de 2007.  Se considera trabajador autónomo económicamente dependiente la persona física que realiza una actividad económica o profesional a título lucrativo y de forma habitual, personal, directa y predominante para un cliente del que percibe, al menos, el 75 por ciento de sus ingresos por rendimientos de trabajo y de actividades económicas o profesionales y en el que concurren las restantes condiciones establecidas en el artículo 11 de la Ley 20/2007, de 11 de julio, del Estatuto del Trabajo Autónomo.
El contrato deberá ser registrado por el TRADE en el plazo de los diez días hábiles siguientes a su firma, comunicando al cliente dicho registro en el plazo de cinco días hábiles siguientes al mismo. Transcurrido el plazo de quince días hábiles desde la firma del contrato sin que se haya producido la comunicación de registro del contrato por TRADE, será el cliente quien deberá registrar el contrato en el Servicio Público de Empleo Estatal en el plazo de diez días hábiles siguientes. El registro, se efectuará en el Servicio Público de Empleo Estatal, organismo del que dependerá el registro con carácter informativo de contratos para la realización de la actividad económica o profesional del trabajador autónomo económicamente dependiente.

## Novedades Fiscales 2016
La regulación para autónomos sufrió en el año 2016 algunas actualizaciones que se recogen en la Reforma Fiscal y la Ley de promoción del empleo autónomo:
- Cambio en el sistema de estimación objetiva o de módulos. Reducción en el número de autónomos que podrán trabajar por módulos, obligando a muchos a pasar a estimación directa. Del mismo modo, el ingreso máximo baja desde 450 000€ a 250 000€.
- Ser autónomo y cobrar una prestación por desempleo. La reforma en la Ley de Fomento del Trabajo Autónomo contempla la posibilidad de cobrar el paro y ser autónomo durante un periodo de 9 meses.[5]

## Cuota trabajador autónomo en España
Actualmente ser trabajador autónomo en España supone pagar una cuota de autónomos que depende de los ingresos del autónomo (excepto los nuevos autónomos. Ver tarifa plana) 
En el año 2013 se puso en marcha la denominada tarifa plana que trataba de beneficiar a aquellos autónomos que querían iniciar una actividad y que tras varias modificaciones el único requisito que debía cumplirse era:
- No haber sido autónomo durante los dos años anteriores a la solicitud de esta tarifa o 3 años en el caso de haberse acogido anteriormente a dicha bonificación.

En el caso de estar empadronado en un municipio con un censo inferior a 5000 personas y desempeñar en el mismo la actividad económica la cuota a pagar será de 50 euros o el 20% de su cuota de autónomos durante los 24 meses de duración de la tarifa plana para lo cual la actividad deberá de mantenerse durante 2 años, pudiendo igualmente  aplicarse la reducción de los 6 meses posteriores en caso de mujeres menores de 35 u hombres menores de 30 años. 
La cuota mínima en 2024 son 80€. 
En 2023 se puso en marcha la Cuota Cero, prestación social impulsada por algunas comunidades autónomas que subvenciona el 100% del importe de la cuota de autónomo de la Seguridad Social de los beneficiarios de tarifa plana en su primer año. Esta medida se destina exclusivamente a los nuevos autónomos que se hayan dado de alta en el RETA a partir del 1 de enero de 2023.
Actualmente, solo promueven esta subvención las comunidades autónomas de Andalucía, Madrid, Murcia, La Rioja, Extremadura y Baleares. Los autónomos que se adhieran a esta medida podrán disfrutarla un mínimo de 12 meses y un máximo de 24 meses. En cada una, la solicitud es diferente.

## ¿Cuánto cuesta ser autónomo en cada CCAA?
La cuota de un autónomo está regulada por la Ley 28/18 y modificado por el RD 2/21). La base se establece en relación con los ingresos en unos tramos.
Hay comunidades autónomas (ejemplo Madrid) que amplían la tarifa plana con la cuota cero. También se puede solicitar en Andalucía, Murcia, La Rioja, Canarias, Baleares... pero se solicita una vez pasado el primer año de alta de los autónomos. Y otras circunstancias como el darse de alta en municipios de menos de 5000 habitantes, ser menor de 30 años, etc. que también amplían la tarifa plana.

## Reforma RETA 2023
El 1 de enero de 2023 entra en vigor la Reforma del RETA aprobada por el Congreso el 25 de agosto de 2022. El Congreso de los Diputados lo aprobó con 260 votos a favor y 25 abstenciones de los 349 votos emitidos el Real Decreto-ley 13/2022, de 26 de julio, por el que se establece un nuevo sistema de cotización para los trabajadores por cuenta propia o autónomos y se mejora la protección por cese de actividad que reforma el Régimen Especial de trabajadores autónomos.